# Vecsés
Vecsés (alemán: Wetschesch) es una ciudad húngara, capital del distrito homónimo en el condado de Pest, con una población en 2013 de 20 164 habitantes.
Se conoce su existencia desde 1318. En 1786 se asentaron aquí numerosas familias de suabos que convirtieron a la localidad en un importante centro de elaboración de chucrut. Adquirió estatus urbano en 2001.
Se ubica en la periferia suroriental de la capital nacional Budapest, en la salida de la capital por la carretera 4 que lleva a Cegléd.